# Ectropothecium plumigerum
Ectropothecium plumigerum là một loài Rêu trong họ Hypnaceae. Loài này được (Broth.) Hedenas mô tả khoa học đầu tiên năm 2003.